# Zangief
Zangief (Japans: ザンギエフ, gebaseerd op het Russische Зангиев) is een personage dat begin jaren 90 werd bedacht door computerspellenfabrikant Capcom. Hij komt voor in de reeks gevechtsspellen van Street Fighter. Het personage kwam voor het eerst voor in het spel Street Fighter II.

## Speelbaarheid
Zangief is een getraind worstelaar. Hij is een trage, maar krachtige en lenige vechter die het vooral moet hebben van grepen, klemmen en worpen. Zijn twee technieken die bij de tegenstander de meeste schade aanrichten zijn beide speciale aanvallen die beginnen met het vastgrijpen van de andere vechter, namelijk de Spinning Piledriver en de Atomic Suplex. Dit maakt dat het personage op zijn sterkst is in gevechten op minieme afstand.

## Voorkomen
Zangief is een gespierde Rus van 213 cm groot. Zijn haardracht is nog het best te vergelijken met dat van Mr. T, hij heeft een hanenkam en een baard met snor. Zijn armen, benen en torso zitten onder de krassen en littekens, die hij heeft opgelopen tijdens het vele trainen met Siberische ijsberen. Hij heeft bloedgroep A.

## Achtergrond
Omdat het personage Zangief de beste worstelaar is in de Sovjet-Unie wordt hij ingehuurd door een man die hij aanspreekt met "erai hito", groots man, om deel te nemen aan het tweede World Warrior-toernooi. Op deze manier wil hij de rest van de wereld tonen dat de Sovjet-Unie een grootmacht is. Zangief gaat akkoord en ondergaat harde training in het extreem koude Siberië. In de Street Fighter Alpha-reeks komt hij tegenover een van zijn grootste fans te staan, de vrouwelijke Japanse worstelaar Rainbow Mika.

## Acteurs
In de meeste spellen werd Zangiefs stem verzorgd door Wataru Takagi. Voor de SNK vs.-reeks sprak Tesshō Genda de stem in.
In de Street Fighter-speelfilm werd Zangief gespeeld door Andrew Bryniarski. Hij werd neergezet als een bediende van M. Bison en was een van de films komische aspecten. In de animefilm Street Fighter II: The Animated Movie had hij slechts een kleine rol zonder tekst.

## Citaten
- "Next time I break your arms!"
- "My strength is much greater than yours."
- "Wow! You make me feel so powerful!"
- "Fool! You wish to be pulverized by my muscle!"
- "Don't make me angry or I'll beat the crap out of you!"
- "Your body I will twist into a pretzel. Your mind I will leave for the vultures."
- "Stop blocking my fists with your face."

## Trivia
- Een voormalige worstelaar uit de Sovjet-Unie heet eveneens Zangief. Zijn naam is Victor Zangiev. In het Russisch komt het verschil in schrijfwijze niet voor: zowel Zangiev als Zangief wordt in het cyrillische alfabet geschreven als "Зангиев".
- In Marvel Super Heroes vs. Street Fighter kan het personage Zangief gekozen worden met een ijzeren lichaam. In dit lichaam kan hij niet buiten westen worden geslagen en kan heeft hij een aanval genaamd Vodka Fire die net zo werkt als Dhalsims Yoga Flame. Hij beweegt echter trager en kan geen enkele aanval blokkeren. In Marvel vs. Capcom kan hij van zijn gewone lichaam naar het ijzeren omschakelen en terug. Dit kost hem één "super meter".
- In zijn eindverhaal in de Street Fighter II-reeks wordt Zangief gefeliciteerd door een computerversie van voormalig Russisch staatshoofd Michail Gorbatsjov en danst met hem. Zangief noemt hem "erai hito", wat "groots man" betekent.
- Op proefschetsen van Street Fighter II heette Zangief nog Vodka Gobalsky.

Abel · 
Adon · 
Akuma · 
Alex · 
Balrog · 
Birdie · 
Blanka · 
Cammy · 
Charlie · 
Chun-Li · 
Cody · 
Crimson Viper · 
Dan · 
Dee Jay · 
Dhalsim · 
De Dolls · 
Dudley · 
Eagle · 
E. Honda · 
Elena · 
El Fuerte · 
Fei Long · 
Gen · 
Gill · 
Gouken · 
Guile · 
Guy · 
Hakan · 
Hugo · 
Ibuki · 
Ingrid · 
Juri · 
Karin · 
Ken · 
M. Bison · 
Makoto · 
Necro · 
Oni · 
Oro · 
Poison · 
R. Mika · 
Remy · 
Rolento · 
Rose · 
Rufus · 
Ryu · 
Sagat · 
Sakura · 
Sean · 
Seth · 
T. Hawk · 
Twelve · 
Urien · 
Vega · 
Yang · 
Yun · 
Zangief